# Judenburg
Judenburg je rakouské město ve spolkové zemi Štýrsko. Leží na řece Muře, v nadmořské výšce 737 m, 87 km severozápadně od Štýrského Hradce. Žije zde přibližně 9 600 obyvatel.
Judenburg je od roku 1999 členem Douzelage, sdružení vybraných měst Evropské unie.

## Členění města
Město sestává z katastrálních území:
- Judenburg
- Tiefenbach
- Waltersdorf

### Připojování obcí
V roce 1940 se k městu připojila obec Murdorf a v roce 1963 obec Waltersdorf.

### Sousední obce
Na severu je sousední obcí Fohnsdorf, jihovýchodně Maria Buch-Feistritz, na jihu Reifling, jihozápadně Oberweg, západně Sankt Peter ob Judenburg a severozápadně leží Pöls.

## Historie
Oblast dnešního Judenburgu byla osídlena prokazatelně již v 7. stol. př. n. l., v období halštatské kultury, o čemž svědčí mj. archeologický nález kultovního vozu ze Strettwegu. Samotné město Judenburg bylo založeno poblíž hradu Eppenstein. První zmínka o městě je z r. 1074 pod názvem Mercatum Judinburch. V té době hráli v regionu židovští obchodníci významnou roli. Je zmiňováno také nejstarší právo skladu v té době vybavené rozsáhlým celním právem.[zdroj⁠?!]
Ve 12. století vlastnili Judenburg Traungauerové a potom Babenberkové. Roku 1224 dostal Judenburg městské právo a ve 13. a 14. století vzrůstal obchod a město se stalo obchodním centrem a obchodovalo mimo jiných také s Benátkami. Nejprve platidlem byly guldeny a až po dlouhé době se platilo rakouskými zlatými. Důležitým byl pro Judenburg obchod se štýrským železem (Erzberg). Dalším významným obchodním zbožím byl pravý kozlík lékařský (Valeriana celtica), surovina pro výrobu mýdla, která se vyvážela až do Orientu.
Po velkých pogromech ve 14. a 15. století byli všichni štýrští Židé v roce 1496 vypovězeni ze země.[zdroj⁠?!] V roce 1460 císař Fridrich III. (1440–1493) udělil městu monopol pro světový obchod s kozlíkem lékařským. Město drželo monopol přes 100 let.
V letech 1910 až 1914 fungovala ve městě trolejbusová doprava (Gleislose Bahn Judenburg, tj. Bezkolejová dráha Judenburg), jedna z prvních trolejbusových tratí v Rakousku.
Až do první světové války byla v Judenburgu posádka rakousko-uherské armády (1867–1914). V roce 1914 se tu ocitá moravský polní myslivecký prapor č. 17. V závěrečných měsících první světové války se zde odehrála v květnu 1918 vzpoura, které se účastnili vojáci především slovinské národnosti, kteří odmítli bojovat na italské frontě na Soči. Povstání bylo násilně zastaveno, klíčové osobnosti a jeho vůdci zatčeni, souzeni polním soudem a následně zastřeleni.[zdroj⁠?!]
V roce 1938, po anexi Rakouska nacistickým Německem, se Judenburg stal součástí Třetí říše. Vzhledem k přítomnosti slova Jude („Žid“) v názvu města bylo navrženo mnoho možných nových názvů, včetně Zirbenstadt (podle Zirbe, německého názvu švýcarské borovice) a Adolfsburg (na počest Adolfa Hitlera). Plánované přejmenování však bylo po vypuknutí války odloženo na neurčito a nakonec se nikdy neuskutečnilo.
Na konci druhé světové války byl v roce 1945 v Judenburgu zřízen uprchlický tábor pro židovské osoby bez domova, tzv. Displaced Person, s pobočkami v okolních obcích Dietersdorf, Liechtenstein, Kobenz a Murdorf.
Dnes je Judenburg průmyslovým a obchodním městem, je zde mimo jiné také spolkové gymnázium a spolkové reálné gymnázium, jakož i obchodní akademie.

## Městský znak
Městu byl zapůjčen s účinností od 1. června 1959 usnesením štýrské zemské rady z 9. února 1959.

## Hospodářství a infrastruktura
Podle sčítání lidu v roce 2001 bylo ve městě 578 pracovišť se 6060 zaměstnanci z obce a 1799 dojíždějících a 3840 obyvatel za prací dojíždí. V roce 1999 pracovalo 41 v lesnických závodech (z toho 16 jako hlavní zaměstnání) a obhospodařovali 3791 hektarů.
Judenburg je jedním z tradičních průmyslových center regionu zvaného Mur-Mürz-Furche (Mursko-mürzská brázda), v současnosti čelí stěhovávání některých provozů do jiných oblastí.[zdroj⁠?!]
Výstavbou nákupního centra v sousední obci Fohnsdorfu zostřuje se situace se stavem obchodní sítě. Maloobchodní síť se stěhuje do nákupních center, obchody se ve městě vyprazdňují a téměř zcela mizí. Město reaguje na tuto problematiku sestavením koncepce marketinku, např. výstavbou planetária.[zdroj⁠?!]

## Doprava
V letech 1910–1914 byla v Judenburgu v provozu trolejbusová trať.

## Pamětihodnosti
- Symbolem města je 76 metrů vysoká městská věž, s podivuhodnou vyhlídkou do údolí Aichfeldu. Stavba byla postavena na počátku 15. století. Původně byla postavena jako zvonice pro sousední městský a farní kostel svatého Mikuláše, který věž němá. Věž slouží také jako strážní kvůli požárům a od 19. století slouží jako vyhlídková věž. Dnešní vzhled získala po posledním velkém požáru v roce 1840. Dnes je ve věži 50 metrů vysoké Planetárium Evropy[5].
- Město je členem svazku Malých historických měst (Kleine historische Städte).

## Sport
Okresní město Judenburg má několik sportovních zařízení pro provozování nejrůznějších sportů a dalších volnočasových aktivit:
- Sportovní stadion v Judenburg-Murdorf (1970) je zařízen pro lehkoatletické soutěže mezinárodní úrovně.
- Místní fotbalový klub FC Judenburg hraje fotbalovou soutěž štýrských fotbalových spolků. Na hřiště byl v roce 2008 položen umělý trávník a instalováno umělé osvětlení.
- Judenburg je také jedním z pěti míst s výkonnostním školícím střediskem štýrského fotbalu.[zdroj⁠?!]
- Součástí stadionu je také skatepark.
- Sportovní hala (od roku 1974) v Lindfeldu poskytuje  přístřeší pro badminton, judo, stolní tenis, i pro utkání rakouské spolkové futsalové ligy. Využívá ji rovněž triatlonový sportovní spolek ATUS Judenburg.
- Ve školní tělocvičně obecné školy město nabízí i mimo školní aktivitu také možnost pro členy judenburských spolků, jejich sportovních zájmů.
- Judenburské lázně (od roku 1990) nabízí rodinnou zábavu pro malé děti a jejich rodiče, hru v potoce, v proudu a splavném kanále a 70 metrů dlouhou skluzavku a také sportovní bazén (25mx15m) a brouzdaliště pro neplavce.
- Rekreační louka s fotbalovým hřištěm, plážový volejbal, restaurace a rozšířená sauna (s finskou kabinou, parní kabina, biosauna, masáže a solária).
- Krytá plovárna s velkým bazénem 20 m a malým pro děti se skluzavkou.
- Tenisová hala ve čtvrti Judenburg-Strettweg (celkově 820 m² ploch, výška stropu 17 m) má kurty s polyuretanovým povrchem z granulátů.
- Od roku 2007 se koná každoroční mezinárodní sportovní výstup na judenburskou hvězdářskou věž. V r. 2008 zdolal 256 schodů nejrychleji Němec Roland Wegner za 40,65 s, čímž vytvořil nový místní rekord.

## Osobnosti města
- Renate Götschlová (Renate Götschl, * 1975), alpská lyžařka
- Ferdinand von Hebra (1816–1880), dermatolog, studoval zde na gymnáziu
- Gernot Jurtin (1955–2006), fotbalista SK Sturm Graz
- Elfi Mikeschová (Elfi Mikesch, * 1940), fotografka, kameramanka a filmová režisérka
- Christian Muthspiel (* 1962), jazzový hudebník. pozounista, hudební skladatel a malíř
- Wolfgang Muthspiel (* 1965), jazzový hudebník, kytarista a skladatel
- Christian Pfannberger (* 1979), cyklista
- Walter Pfrimer (1881–1968), advokát známý pro „Pfrimerův-Puč“ v roce 1931
- Alf Poier (* 1967), hudebník, skladatel, kabaretní umělec a malíř
- Michael Powolny (1871–1954), sochař a keramik
- Christoph Sumann (* 1976), biatlonista
- Jack Unterweger (1950–1994), spisovatel a hromadný vrah
- Jörg Zwicker (* 1969), violoncellista, dirigent, hudební pedagog, mediátor

## Partnerská města
- Altea, Španělsko
- Bad Kötzting, Německo
- Bellagio, Itálie
- Bundoran, Irsko
- Chojna, Polsko
- Granville, Francie
- Holstebro, Dánsko
- Houffalize, Belgie
- Karkkila, Finsko
- Kőszeg, Maďarsko
- Marsaskala, Malta
- Meerssen, Nizozemsko
- Niederanven, Lucembursko
- Oxelösund, Švédsko
- Prienai, Litva
- Preveza, Řecko
- Sesimbra, Portugalsko
- Sherborne, Velká Británie
- Sigulda, Lotyšsko
- Sušice, Česko
- Türi, Estonsko
- Zvolen, Slovensko